# 李聖根
李 聖根（り せいこん、イ・ソングン、朝鮮語: 이성근、1887年（高宗24年 / 明治20年）11月20日　- 没年不明）は、大韓帝国の官僚、明治から昭和にかけての朝鮮総督府官僚。ジャーナリスト。日本名は金川聖。位階は従四位、勲位は勲三等。

## 経歴
1887年に黄海道金川郡県内面で生まれた。1910年に漢文私塾の中峯私塾に入学したが、1905年に私塾が廃止されたことから金川郡郡立育英学校に入学。同年12月に退学し、1906年に巡検教習科を卒業。海州警務署に勤務し、1908年から黄海道警察部勤務を兼任。1909年に警部に昇進。1910年（明治43年）に韓国が併合されると朝鮮総督府道警部として忠清北道警察部で勤務する。1920年（大正9年）に警視に昇進し、平安北道警察部高等警察課長に任命された。1922年（大正11年）には保安課長、関東庁警視を兼任。この間、朝鮮独立運動家の朴治毅などを逮捕した。1927年（昭和2年）に警察畑から離れ、全羅南道産業課長に転じた。1932年（昭和7年）に咸鏡北道参与官兼産業部長に昇進し、1935年（昭和10年）に同道内務部長に転じた。1939年（昭和14年）忠清南道知事に任命され、国民精神総動員朝鮮連盟参与を兼任。1941年（昭和16年）に知事を退官し、毎日新報社長に就任。興亜報国団常任委員などを兼任し、1945年（昭和20年）に国民義勇隊朝鮮総司令部参与に任命された。
光復後の1945年10月に毎日新報社長を退任し、1949年に反民族行為特別調査委員会特別検査部に起訴されたが、病気を理由に保釈された。1950年に勃発した朝鮮戦争で拉致された。2004年に韓国で成立した日帝強占下反民族行為真相糾明に関する特別法によって、親日反民族行為者に認定された。